# Rinaldo Traini
Rinaldo Traini (Milaan, 7 maart 1931 - Rome, 4 juni 2019) was een Italiaans promotor van het beeldverhaal en ook stripauteur. Als erkenning voor zijn werk werd hij in 1998 door de Franse minister van cultuur geridderd in de Orde van Kunsten en Letteren

## Stripfestivals
Traini was een van de organisatoren van het eerste, Europese stripfestival, het festival van Bordighera. Voordien was hij al actief als archivaris van stripverhalen. Hij stond ook aan de wieg van het Stripfestival van Lucca en was hiervan de directeur tussen 1968 en 1993. Daarna werd hij directeur van het stripfestival van Rome, ExpoCartoon, tot 2000.
Daarnaast gaf hij ook les aan de opleidingen strip en animatie van het Instituto S. Paolo te Rome en werkte hij voor de openbare omroep RAI als programmaverantwoordelijke.

## Publicaties
Traini schreef talrijke encyclopedische artikels over de stripgeschiedenis. Hij werkte mee aan de uitgaven in het Italiaans van klassieke Amerikaanse comics onder het label Comic Art. Hij werkte ook als stripscenarist voor tekenaars als Guido Buzzelli, Roberto Diso en Corrado Mastantuono en hij schreef nieuwe avonturen voor The Yellow Kid.